# Adony-perkátai löszvölgyek
Adony-perkátai löszvölgyek este o arie protejată (arie specială de conservare — SAC, sit de importanță comunitară — SCI) din Ungaria întinsă pe o suprafață de 201,19 ha, integral pe uscat.

## Localizare
Centrul sitului Adony-perkátai löszvölgyek este situat la coordonatele 47°05′04″N 18°49′19″E / 47.084444°N 18.821944°E.

## Înființare
Situl Adony-perkátai löszvölgyek a fost declarat sit de importanță comunitară în mai 2004 pentru a proteja 1 specie de animale. Situl a fost protejat și ca arie specială de conservare în februarie 2010.

## Biodiversitate
Situată în ecoregiunea panonică, aria protejată conține 3 habitate naturale: Pajiști stepice panonice pe loess, Pajiști uscate seminaturale și facies de acoperire cu tufișuri pe substraturi calcaroase (Festuco-Brometalia) (* situri importante pentru orhidee), Pajiști aluvionare inundabile, de Cnidion dubii.
La baza desemnării sitului se află o specie protejată de  nevertebrate: fluturele purpuriu (Lycaena dispar).
Pe lângă speciile protejate, pe teritoriul sitului au mai fost identificate 6 specii de plante, 2 specii de păsări, 1 specie de amfibieni, 1 specie de mamifere, 2 specii de nevertebrate, 1 specie de reptile.